# Dirk de Quade van Ravesteyn
Dirk de Quade van Ravesteyn (vers 1565-1570 - après 1619 ?) est un peintre néerlandais du siècle d'or. Il est connu pour ses peintures de portraits.

## Biographie

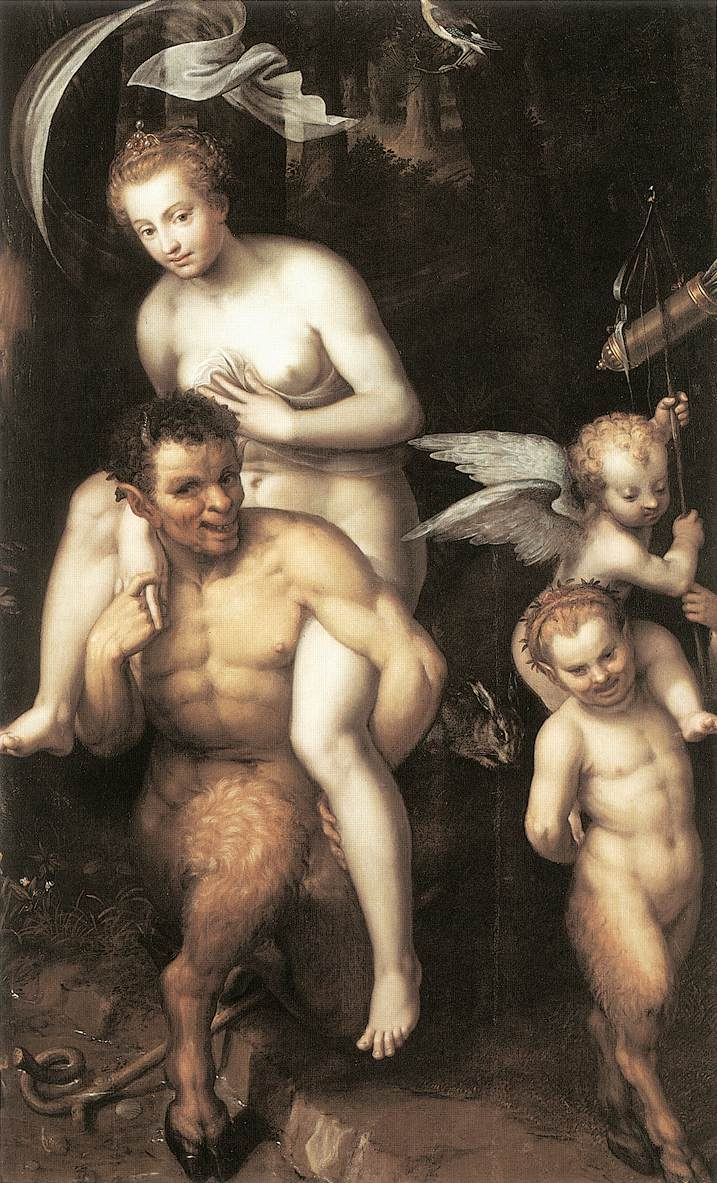
Vénus sur un satyre, 1602-1608
Bruxelles

Dirk de Quade van Ravesteyn est né vers 1565-1570. Vraisemblablement originaire de Hollande du Nord, cet artiste fait certainement son apprentissage auprès d’un élève de Frans Floris.
Il se trouve à Prague en 1589-1599 et en 1602-1608, et son nom figure dans les registres de la cour de Rodolphe II. Il a peut-être accompagné l'empereur au Reichstag de Ratisbonne en 1594.

## Œuvres
- Vénus endormie, huile sur bois, 70 × 146 cm, Dijon, musée des beaux-arts[3],[4]
- Vénus chevauchant un satyre, 1602-1608, huile sur toile, 186 × 116 cm, musée Old Masters, Bruxelles[5]
- Le Repos de Vénus, vers 1608, huile sur chêne, 80 × 152 cm, musée d'histoire de l'art de Vienne[6]

"
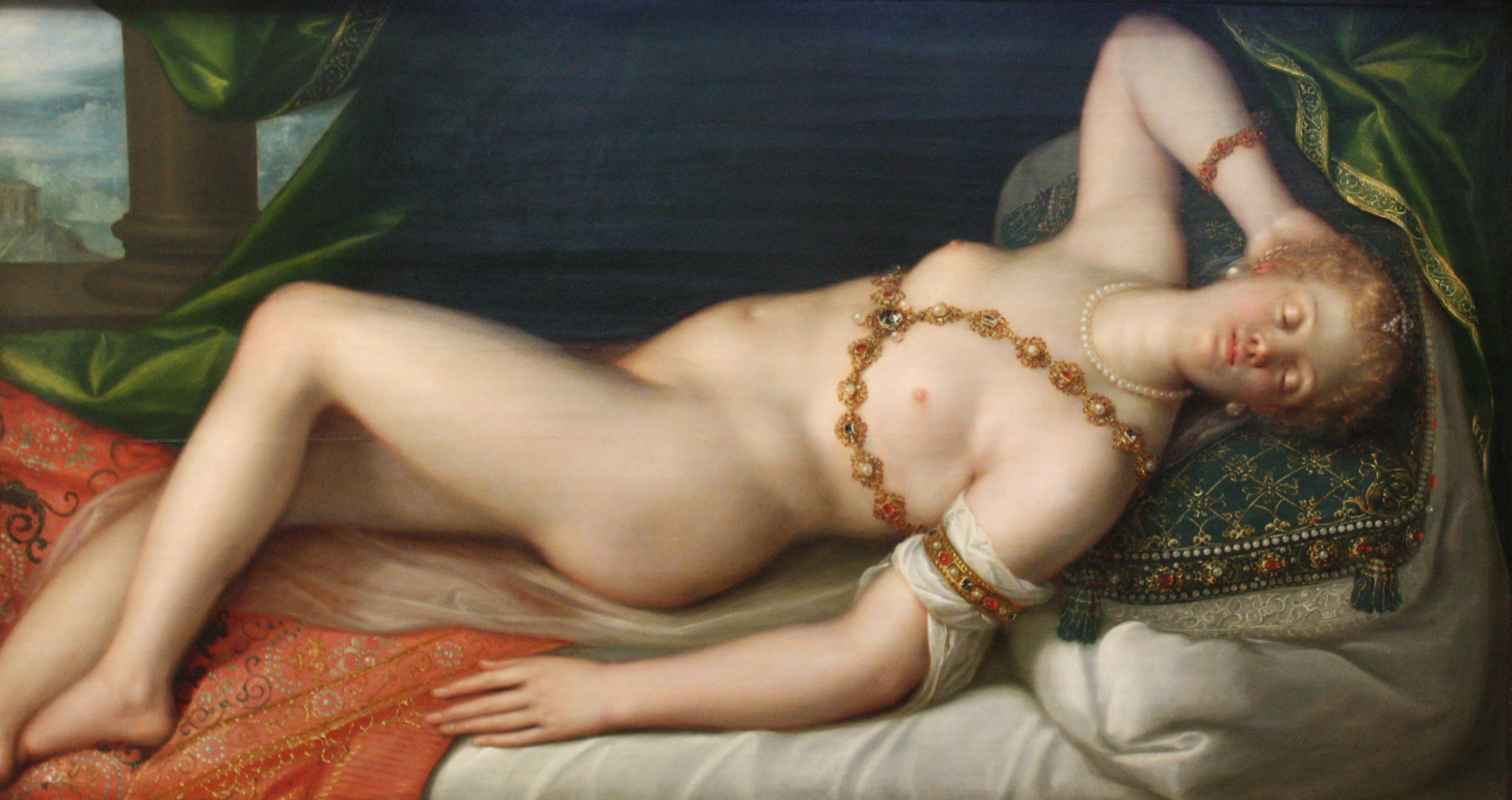
Le Repos de Vénus, vers 1608 Musée d'histoire de l'art de Vienne